# Pavo Marković
Pavo Marković, född 20 april 1985 i Dubrovnik, är en kroatisk vattenpolospelare. Han ingick i Kroatiens landslag vid olympiska sommarspelen 2008 i Peking där lagets insats räckte till en sjätteplats.
Marković tog VM-guld i samband med världsmästerskapen i simsport 2007 i Melbourne.